# Thrombotisch-thrombozytopenische Purpura
Die thrombotisch-thrombozytopenische Purpura (auch thrombotisch-thrombopenische Purpura oder nach ihrem Erstbeschreiber Eli Moschcowitz (1924) Moschcowitz-Syndrom, abgekürzt TTP) ist eine seltene und lebensbedrohliche Erkrankung, bei der blutplättchenreiche Blutgerinnsel entstehen, die kleine Blutgefäße (Kapillaren) besonders von Gehirn und Niere verstopfen und somit zu schwerwiegenden Organschäden führen.

## Epidemiologie
Die TTP ist eine seltene Krankheit. Die Rate der Neuerkrankungen beträgt rund 3–7 pro einer Million Menschen. Die Erkrankung tritt am häufigsten im Alter von 30 bis 40 Jahren auf. Frauen sind häufiger betroffen als Männer. Außerdem sind Menschen afrikanischer Abstammung häufiger betroffen.

## Pathophysiologie
Die thrombotisch-thrombozytopenische Purpura (früher auch thrombotische thrombocytopenische Purpura) wird ebenso wie das hämolytisch-urämische Syndrom (HUS, Morbus Gasser) als thrombotische Mikroangiopathie (TMP) bezeichnet. Diesen Krankheitsbildern liegt eine Störung des Blutflusses der Arteriolen und Kapillaren zugrunde. Nach heutigem Kenntnisstand ist für die TTP eine Störung der Zinkprotease ADAMTS13 ausschlaggebend. Die Protease spaltet den Von-Willebrand-Faktor (vWF), welcher essentiell für die Quervernetzung und das Anhaften der Blutplättchen an beschädigte Gefäßwände ist. Ab einer Verminderung der ADAMTS13-Aktivität unter 10 % bilden sich Thromben in den kleinsten Gefäßen des Körpers. Diese Thromben bestehen aus großen vWF-Multimeren und aktivierten Blutplättchen. Durch die Gefäßverschlüsse kommt es zur Ischämie der nachgeschalteten Gewebe. Ebenso werden die Erythrozyten durch die Gefäßverschlüsse mechanisch geschädigt und zerfallen im Sinn einer Hämolyse.
Man unterscheidet die erbliche Form und die erworbene Form der TTP. Die erbliche TTP kommt durch eine Mutation des für das ADAMTS-13 codierende Gen zustande. Es sind rund einhundert homozygote und compound-heterozygote Mutationen beschrieben, die die Aktivität der Metalloprotease reduzieren. Dabei korreliert die Ausprägung der Erkrankung mit der Restaktivität des Enzyms. Patienten mit einer Restaktivität von unter 10 % entwickeln eine TTP. Ein erster Erkrankungsgipfel ergibt sich vor dem fünften Lebensjahr. Eine zweite Häufung ergibt sich im Erwachsenenalter zwischen 20 und 40 Jahren. Es sind Patienten mit Mutationen beschrieben, die bis ins hohe Alter eine Restaktivität von 50 % aufweisen. Eine sichere Korrelation zwischen Genotyp und Erkrankungshäufigkeit und -schwere besteht jedoch nicht, so dass nach Genen gesucht wird, welche die Aktivität der ADAMTS-13-Protease modifizieren.
Die erworbene TTP ist eine Autoimmunerkrankung, bei der der Körper hemmende Antikörper gegen ADAMTS-13 bildet, die im Blut nachweisbar sind und inaktive Immunkomplexe mit der Protease bilden. Bei der Mehrheit der Fälle sind es Antikörper der Klasse IgG. IgG4-Antikörper sind mit einem erhöhten Rezidivrisiko vergesellschaftet. Antikörper der Klasse IgA oder Antikörper der Subklasse IgG1 sind mit einer schlechteren Prognose assoziiert. Jeder vierte bis zehnte Blutspender besitzt nicht-hemmende Antikörper gegen ADAMTS-13. Es wird ein Kontinuum von der Entwicklung nicht-hemmender in hemmende Antikörper angenommen, deren Ursache bis dato unklar bleibt. Asymptomatische Allelträger einer ADAMTS-13-Mutation besitzen ein erhöhtes Erkrankungsrisiko für eine erworbene TTP. Ebenso sind die MHC-II-Isotypen DRB1*11 und DRB1*04 mit einem höheren Risiko für eine Erkrankung vergesellschaftet.

## Symptome
Als klassisch beschrieben ist eine Symptomtrias: Im Labor imponiert ein Abfall der Blutplättchen (Thrombozytopenie) im peripheren Blut, die durch die überschießende Gerinnung schneller verbraucht als nachgebildet werden. Dadurch kommt es zu fleckförmigen Einblutungen in der Haut (Petechien). Durch die Blutgerinnsel in den kleinsten Gefäßen werden die Erythrozyten mechanisch geschädigt und zerstört. Es kommt zum Untergang von Erythrozyten und zur Blutarmut. Beschädigte rote Blutzellen sind im Blutausstrich als sogenannte Fragmentozyten nachweisbar. Ein weiteres Charakteristikum sind Ausfälle der Motorik, der Sensibilität, des Bewusstseins, der Sehfähigkeit und der Sprache. Diese neurologische Symptomatik liegt in der Minderdurchblutung von Gehirnarealen begründet. Aber nur 40 % der betroffenen Patienten zeigen diese klassische Konstellation von Krankheitszeichen. Weitere beschriebene Symptome sind Kopfschmerzen, Fieber und eine milde Nierenschädigung. Auch eine Schädigung der Netzhaut des Auges durch Blutgerinnsel mit einer langsamen Verschlechterung der Sehkraft wurde beschrieben.

## Einteilung
Bislang existiert keine allgemein anerkannte Klassifikation der TTP. Verschiedenen Hypothesen zur Pathophysiologie folgend wird heute oft zwischen idiopathischer, sekundärer und familiärer TTP unterschieden.

### Idiopathische TTP
Die weitaus häufigste Form der idiopathischen TTP gilt als Autoimmunkrankheit ungeklärter Ursache mit Autoantikörpern gegen die Protease ADAMTS13. Hemmende Antikörper gegen ADAMTS13 konnten je nach Studie in 13–100 % der Patienten nachgewiesen werden. Grund für die Streuung dieser Ergebnisse sind Unterschiede, nach welchen Kriterien die Patienten als TTP-Betroffene eingestuft wurden. Ein weiterer im Verdacht stehender Antikörper richtet sich gegen CD36, ein Glykoprotein auf der Thrombozytenoberfläche, der die Thrombozyten quervernetzen und dadurch zu Thromben führen könnte.

### Sekundäre TTP
Nur in 15 % ist ein Auslöser für eine TTP identifizierbar. Bei der erworbenen oder immun-vermittelten TTP (Englisch: aTTP, acquired TTP) werden Autoantikörper gegen ADAMTS13, die von-Willebrand-Faktor-schneidende Protease, gebildet. Das führt zu einem Verbrauch von Blutplättchen in Aggregaten aus von-Willebrand-Faktoren und Blutplättchen. Diese Aggregate führen zu mikrovaskulären Thrombosen. In der Folge bilden sich Gewebeschäden durch Sauerstoffmangel und ein z. T. tödliches Multiorganversagen. Zum Nachweis einer immun-vermittelten TTP gehört die Feststellung eines schweren Mangels von ADAMTS13 von weniger als 10 % des Normalwertes. Eine wirksame Behandlung besteht in einem täglichen Plasmaaustausch. Die Bildung der Autoantikörper lässt sich mit einer Immunsuppression durch Gabe von Glukokortikoiden und Rituximab reduzieren. Eine neuartige Therapie besteht in der Gabe von Caplacizumab. Dabei handelt es sich um ein Immunglobulin-Fragment, welches sich mit der A1-Domäne des von-Willebrand-Faktors verbindet und dadurch eine Interaktion mit dem Plättchen-Glykoprotein 1b-IX-V-Rezeptor verhindert. In der HERCULES-Studie, einer doppelblinden, randomisierten Phase-III-Studie, konnte durch eine Behandlung mit Caplacizumab die Plättchenzahl schneller normalisiert und die Sterblichkeit an TTP vermindert werden. Unter dem Handelsnamen Cablivi® hat Caplacizumab am 3. September 2018 die EU-Zulassung zur Behandlung der erworbenen thrombotischen thrombozytopenischen Purpura erhalten.
Mögliche Auslöser einer sekundären TTP sind Schwangerschaft, Knochenmarktransplantation, Medikamente wie Ovulationshemmer, Ciclosporin, einige Antibiotika (wie Cotrimoxazol), Mitomycin C, Ticlopidin, wahrscheinlich auch Clopidogrel, außerdem Infektionserkrankungen wie HIV oder Bartonellose, Autoimmunerkrankungen wie z. B. SLE sowie Krebserkrankungen, insbesondere das Adenokarzinom des Magens, zu finden. Auch Chinin, das in Tonic Water und einigen Antimalariamitteln enthalten ist, und Drogen wie Kokain können Auslöser der TTP sein.

### Familiäre TTP
Die familiäre oder hereditäre TTP (Upshaw-Shulman-Syndrom) wird durch einen Gendefekt am sogenannten ADAMTS13-Gen auf dem Chromosom 9 q34 verursacht. Dieses Gen steuert die Produktion der ADAMTS13-Protease. Es sind bisher 40 verschiedene Mutationen des Gens beschrieben, welche autosomal-rezessiv vererbt werden. Die Krankheit manifestiert sich meist kurz nach der Geburt. Die Ausprägung der TTP ist allerdings variabel. Manche Patienten bleiben zeitlebens unauffällig, andere benötigen zeitweise eine Therapie. Im schlimmsten Fall sind die Patienten auf eine dauerhafte Therapie angewiesen. Von der Art der Mutation kann bisher nicht auf die Stärke der Erkrankung geschlossen werden. Das Risiko eines akuten Schubes der Erkrankung steigt mit dem Auftreten von Fieber, Infekten, Durchfall. Ebenso sind Operationen und Schwangerschaft damit assoziiert.

## Therapie
- Grundlage der Therapie ist der Austausch des Blutplasmas (Plasmapherese) mit gefrorenem Frischplasma (FFP). Dadurch werden Antikörper gegen ADAMTS13 dem Blut entzogen und aktive Protease aus dem Spenderplasma zugeführt. Die Effektivität wurde in einer randomisierten klinischen Studie belegt. Die Behandlung führt bei 70 % – 85 % der Patienten zum Ausklingen des akuten Schubes, während 10 % – 20 % der Patienten bei einem akuten Schub sterben. Mehr als die Hälfte der Überlebenden weisen bleibende Organschäden und Einschränkungen auf, darunter neurologische Defizite. Rückfälle sind häufig.
- Alternativ können Immunsuppressiva wie Vincristin, Cyclophosphamid und Azathioprin die Antikörperproduktion weitergehend hemmen. Der Antikörper Rituximab, der gegen ein Oberflächenmolekül der antikörperproduzierenden B-Zellen gerichtet ist, kann selektiv die Antikörperbildung blockieren. Als weiteres Mittel, um Immunreaktionen gegen den eigenen Körper einzuschränken, sind Corticosteroide in Gebrauch. Ebenso wurde versucht, durch Hemmer der Plättchenaktivierung (z. B. ASS) die krankheitsauslösende Gerinnung zu beeinflussen. Die Entfernung der Milz als Therapiemaßnahme ist kaum noch verbreitet. Die Thrombozyten-Gabe zur Korrektur der Thrombozytopenie ist kontraindiziert und kann zum Tod führen[1][2]. Sie wird allenfalls bei lebensbedrohlichen Blutungen erwogen.
- 2018 wurde der Nanobody Caplacizumab zur Behandlung von Erwachsenen, die an einer Episode von erworbener thrombotisch-thrombozytopenischer Purpura leiden, in Verbindung mit Plasmapherese und Immunsuppression zugelassen.[10] Damit endet die Akutphase der TTP für 75 % der Erkrankten bereits nach 2,95 Tagen gegenüber 4,5 Tagen mit der üblichen Plasmapherese. Dabei benötigte man nur fünf statt bisher sieben Plasma-Austausche.[11]
- Als neuer Versuch zur Verbesserung der Therapie ist die Gabe eines von großen vWF-Molekülen gereinigten Plasmas statt FFP in Erprobung.[1]

## Prognose
Unbehandelt führt die Erkrankung in rund 90 % der Fälle zum Tode. Die Patienten versterben an Schädigungen des Gehirns oder des Herzens durch die Minderdurchblutung im Bereich der kleinsten Gefäße. Die heutigen Therapiemaßnahmen ermöglichen in 70–85 % eine Heilung des Schubes. Bei Patienten mit idiopathischer TTP kommt es in 36 % der Fälle zu einem Rezidiv binnen zehn Jahren. Paradoxerweise ist eine hohe ADAMTS13-Restaktivität ein schlechter prognostischer Faktor. Ebenso ist das Auftreten der neurologischen Symptome und deren Ausprägung ein schlechter prognostischer Faktor.

## Medizingeschichte
Die thrombotisch-thrombozytopenische Purpura wurde von Eli Moschcowitz 1924 erstmals als Kombination der fünf Symptome einer hämolytischen Anämie mit Blutplättchenmangel, Nierenversagen, Fieber und neurologischen Störungen beschrieben. Vor der Einführung der Plasmapherese war die Erkrankung in fast allen Fällen tödlich.
1977 und 1978 beschrieben verschiedene Arbeitsgruppen eine erfolgreiche Behandlung der TTP mittels Plasmapherese. Von 1982 bis 1986 zeigte in Kanada eine randomisierte Studie an 104 Patienten die Überlegenheit des Plasmaaustausches gegenüber der Gabe von FFPs ohne Plasmapherese. Eine weitere Studie zur gleichen Zeit zeigte eine Steigerung der Remissionsrate durch Kombination von Plasmapherese und Steroiden. Zusätzliche Daten zur gleichzeitigen Therapie mit Medikamenten und Plasmapherese stammten aus einem TTP-HUS-Register in Oklahoma. Infolgedessen wurde die Kombinationstherapie mit Kortikosteroiden 2005 und 2006 etabliert. Anfang der 2000er-Jahre begannen Versuche, die TTP mittels des monoklonalen Antikörpers Rituximab in Kombination mit Plasmapherese zu behandeln.